# Astragalina
Astragalina es un compuesto químico que puede aislarse de Phytolacca americana (la hierba carmín americana) o en el extracto metanólico de las frondas de los helechos Phegopteris connectilis. También se encuentra en el vino.
Astragalina es un 3-O- glucósido de kaempferol. 